# Notropis euryzonus
 Notropis euryzonus és una espècie de peix cipriniforme de la família dels ciprínids.

## Morfologia
Els mascles poden assolir els 7 cm de longitud total.

## Distribució geogràfica
Es troba a Nord-amèrica: Geòrgia i Alabama.